# 滝川元義
滝川 元義（たきがわ もとよし、生没年不詳）は、幕末の幕臣。滝川源作の子。元似（もとしげ）とも。主殿、のちに讃岐守。
西の丸目付や本丸目付などを歴任し、文久3年（1863年）講武所歩兵頭、持筒組頭兼帯より佐渡奉行となる。しかし、佐渡には着任をしていない。知行は2019石1斗7升、役料1500俵100人扶持。元治元年（1864年）3月28日、堺奉行となり讃岐守へ還任となった。同年9月京都西町奉行となり、慶応2年10月までその任につく。
慶応3年（1867年）3月、養子で幕府陸軍の銃隊指図役頭取兼同改役の滝川主殿に家督を譲って隠居した。